# Förnedring
| Förnedring |
| --- |
| Paris, 1944. Kvinnor anklagade för samarbete med den tyska ockupationsmakten får löpa gatlopp barfota, med rakade huvuden och hakkorsformade brännmärken på ansiktena. - Betydelse – psykiskt våld mot en eller flera personer; fråntagande av någon dess ära eller heder - Exempel – avhumanisering, erotisk förnedring, framtvingat utförande av handling, skamstraff - Relaterade sammanhang – BDSM, tortyr, våldspornografi, övergångsrit |

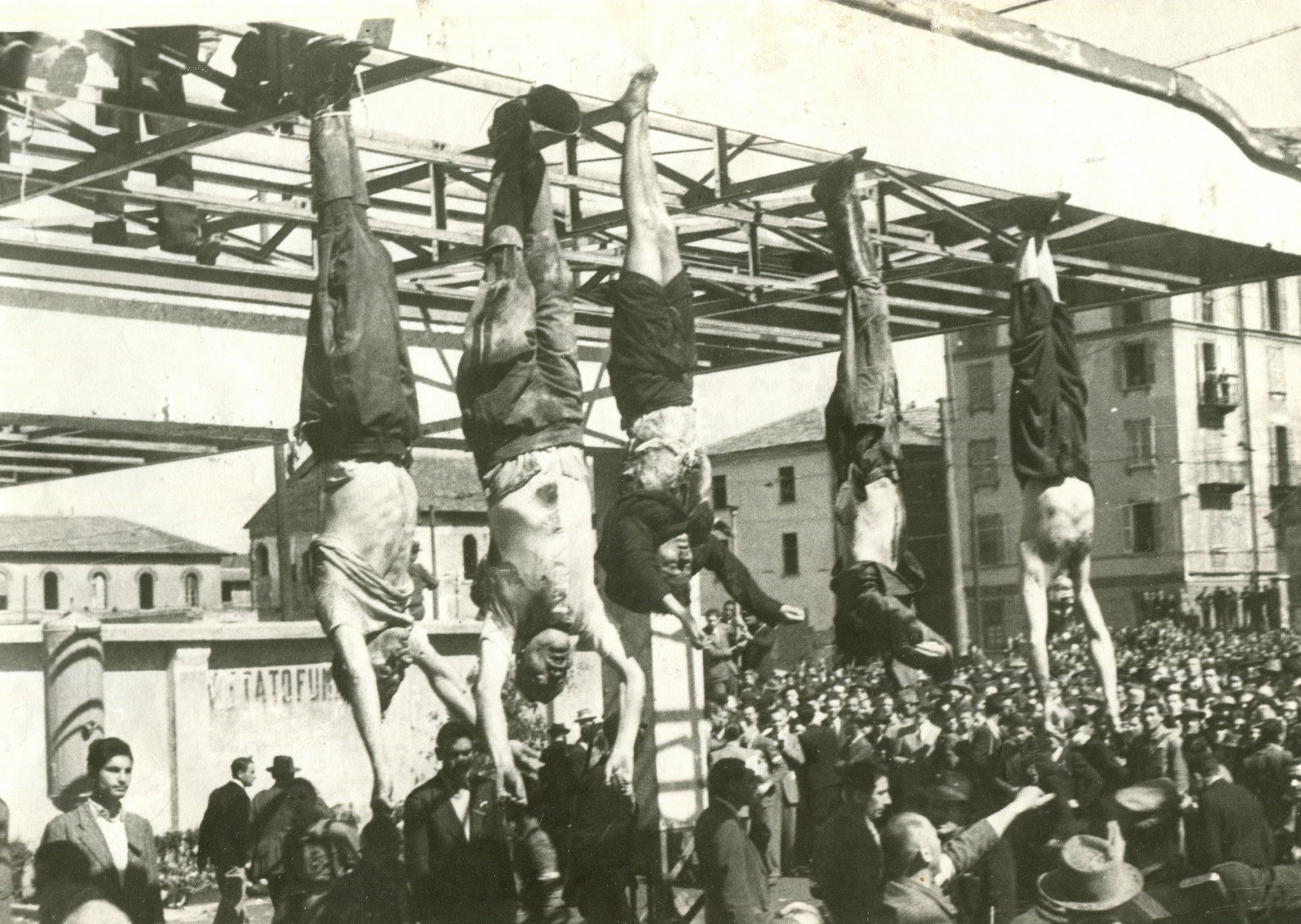
Milano, 1945. Benito Mussolini och hans närmaste, efter att de blivit avrättade. Sedan har de hängts upp-och-ner, för att förnedra kropparna och lättare göra dem till måltavlor för stenkastning och dylikt.

Förnedring innebär att en person eller grupp blir förödmjukad och fråntas ära och heder (grundläggande mänsklig värdighet). Den kan ske frivilligt, men är i allmänhet påtvingad. Förnedring kan beskrivas som psykiskt våld, där den fysiska motsvarigheten är fysiskt våld som kan innefatta tvång eller aga. En förnedrande handling är en sorts kränkning.
Personer kan förnedras genom att utsättas för, eller tvingas utföra, handlingar som inte nödvändigtvis är farliga för liv och hälsa, men som är tabu eller framkallar äckel. Några situationer som kan upplevas förnedrande är nakenhet, förolämpningar, hånfulla markeringar, avlägsnande av insignier eller andra synliga statussymboler, sexuella handlingar, smuts, kroppsliga utsöndringar, tvångsmatning, attribut som tillhör barn eller djur (avhumanisering), begränsad rörelsefrihet, eller uttryck för underkastelse.
Förnedring kan vara ett element i tortyr, förhör eller straff. Det senare kallas då för skamstraff och är ett resultat av skambeläggande. Begränsad förnedring kan ingå i övergångsriter, som nollning, svensexor och möhippor, eller i BDSM och våldspornografi (se vidare erotisk förnedring).
I svensk rätt kan det räknas som ofredande eller olaga tvång att förnedra någon.